# 内水

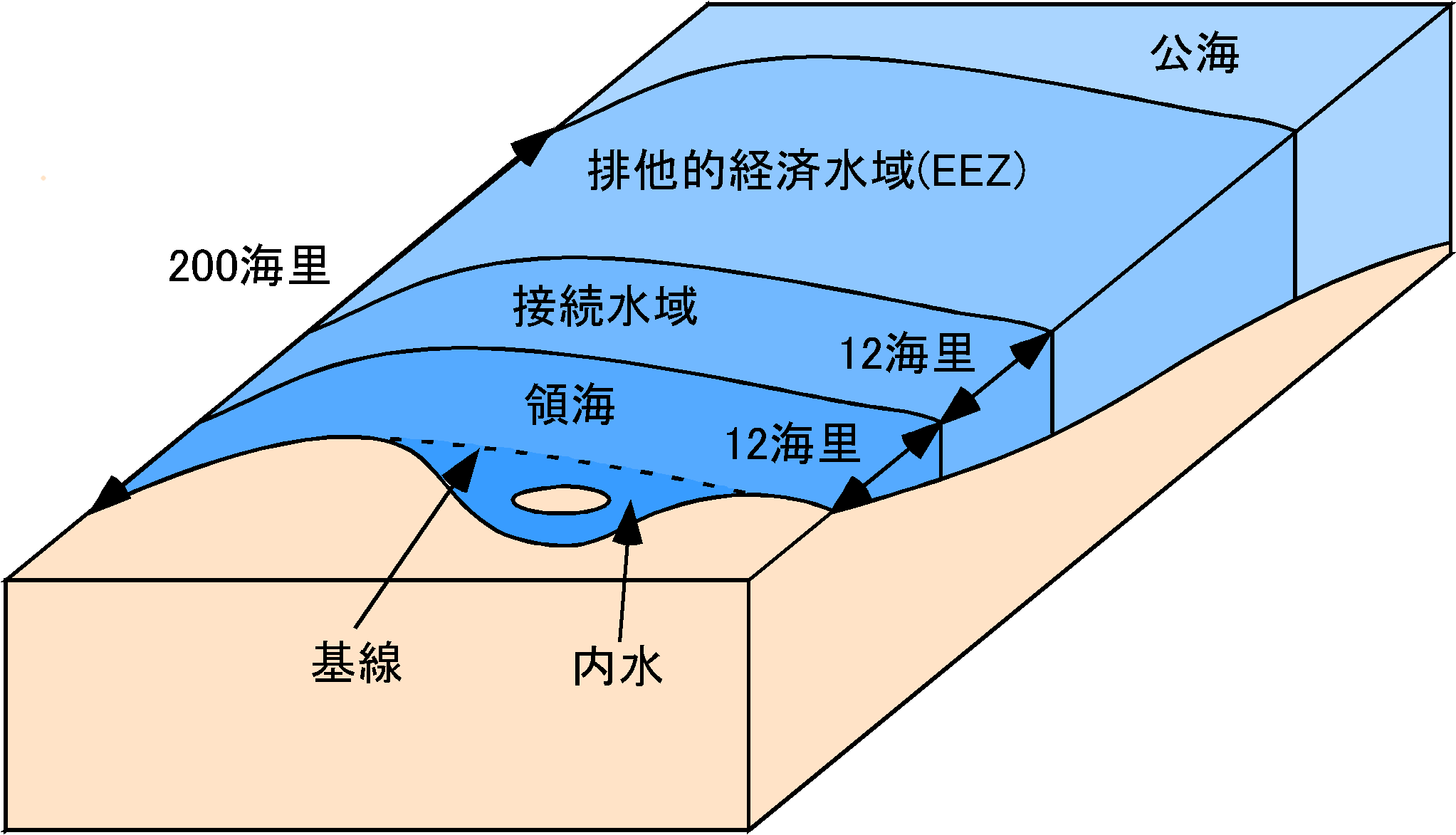
基本的な海域の区分。

内水（ないすい）は、陸地側から見て基線の内側にあるすべての海域である（国連海洋法条約第2条第1項、第8条第1項）。

## 概要
内水、内水の海底とその地下、および内水の上空は沿岸国の領域の一部とみなされ、自国の内水において国家は領土における領域主権と同程度に排他的な権利を行使することができる。例えば領海においては他国の無害通航権を認めなければならないが、内水においては基本的に他国の無害通航権を受忍する必要はない。ただし直線基線方式の採用（#基線参照）により領海、または公海であった海域を新たに内水として取り入れる場合には例外的に他国の無害通航権を認めなければならない（領海条約第5条第2項、国連海洋法条約第8条第2項）。こうした原則的な内水の地位を除いて内水における沿岸国の管轄権の詳細に関しては、基本的に条約等で定められてはおらず、その多くの部分は国家間の慣行（国際慣習法など）にゆだねられている。

## 基線

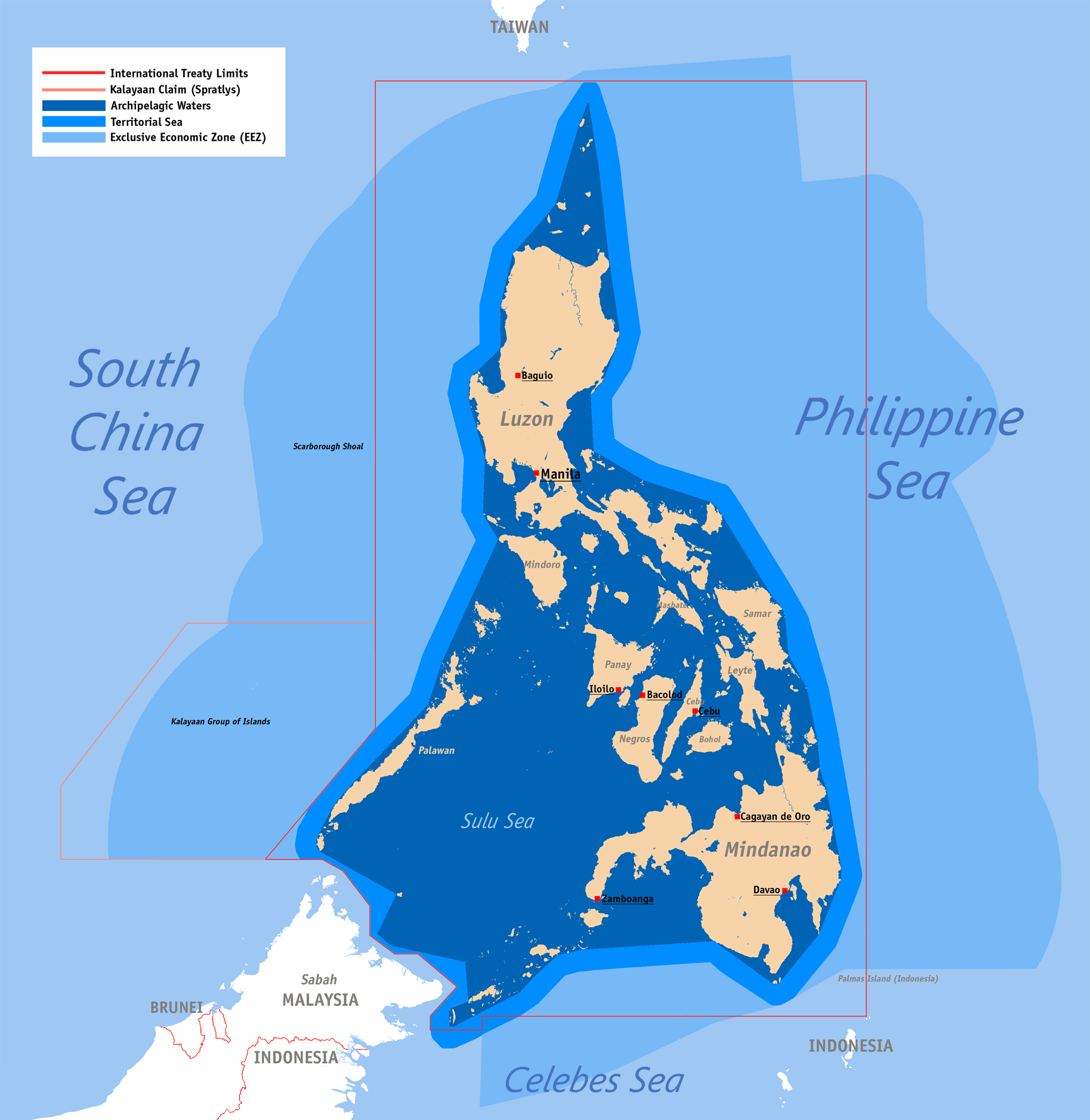
濃い青で示した海域がフィリピンの群島水域。

基線は領海、接続水域、排他的経済水域、大陸棚の幅を測定するための起算点となる線のことであり、群島基線方式の場合を除いて陸地側から見て基線よりも内側が内水となる。線の引き方に応じて通常基線、直線基線、群島基線に分けられる。通常基線は大縮尺海図上の低潮線に沿って線を引く方式であり、この通常基線方式が最も古くより採用されてきた基線の引き方である。直線基線は海岸線が複雑な形状の場合に採用される方式であり、1951年にノルウェー漁業事件において国際司法裁判所がノルウェーの海岸線の特殊性に鑑み同国の直線基線方式採用を認め、1958年に採択された領海条約第4条にも取り入れられた。通常基線方式を採用していた国が直線基線方式を採用する場合には、通常基線では内水とみなされなかった海域が内水として扱われることになり、その内水部分においては領海においてと同じように他国の無害通航権を認めなければならない。群島基線は、多数の島で構成される群島国家にのみ認められた基線の引き方で、群島の最も外側に位置する島々を直線基線方式で結ぶ方式である。他方式の領海基線と同じように領海などの幅を外側に向かって測定する起算点となるが、群島国家の場合には群島基線の内側ではなく各島に引いた閉鎖線より内側の水域が内水となり、閉鎖線と群島基線の間にある水域は群島水域となる。

### 海岸および低潮高地
海岸などにおいて満潮時に海水面に没しない陸地に接続し、かつ干潮時に海水面上に現れる土地も領土である。このような土地は「干潟」や「潮間帯」と呼ばれることが多く、海洋法においても領土として扱われる。これらの部分が自然の潮汐により海中に没した場合、当該部分は内水である。
低潮高地の領土性については国連海洋法条約に規定はなく、争いがある。低潮高地の全部または一部が本土または自然に形成された島の低潮線から12海里以内にある場合、その低潮線はその本土や島に属する通常基線とする事ができる。それ以外の低潮高地単独では領海および排他的経済水域の基線を設定できない。
低潮高地に満潮時に海水面に没しない恒久的な工作物を設置しても国連海洋法条約上の島とはならないが、それが本土または他の自然に形成された島の低潮線から12海里以内にある場合は、直線基線の基点とする事ができる。

## 分類
具体的に内水に該当する水域としては、湾、港、湖（潟湖を含む）、運河、河川、河口、内海が挙げられる。ただしこのうち湖（潟湖を含む）、運河、河川は内水として区分されることはあるものの、条約などで特別の制度が設定されていない限り基本的に制度上は陸地部分と同一のもの（領土の一部）として扱われ、内水制度が適用されることはない。

### 湾

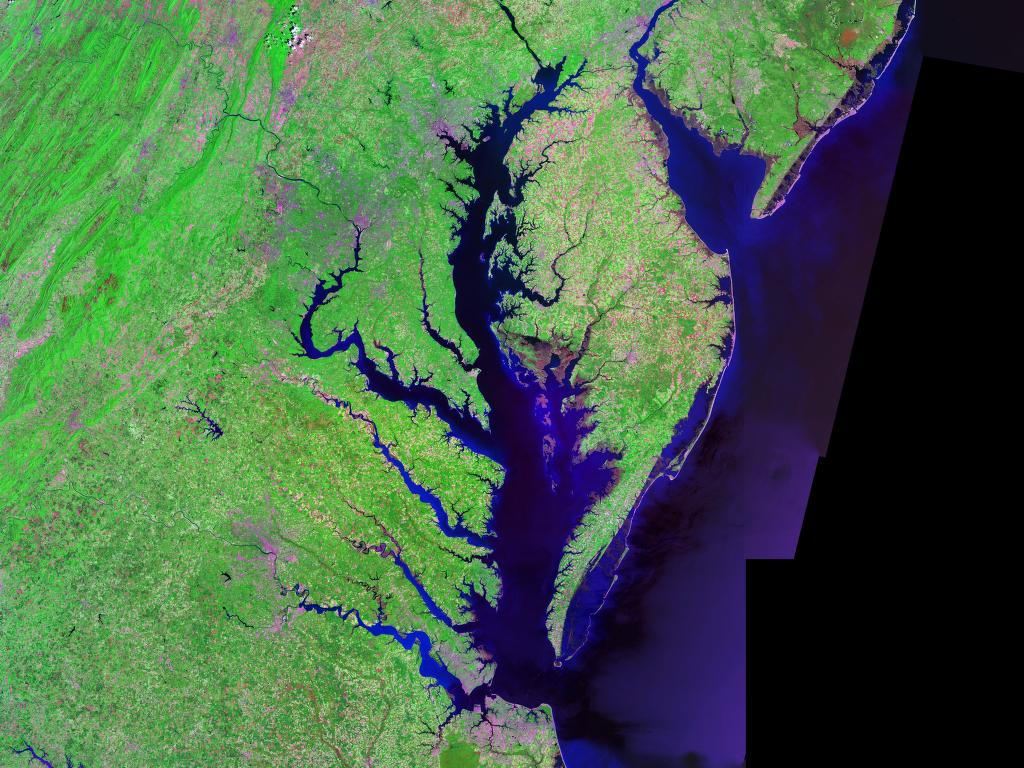
アメリカ合衆国のチェサピーク湾。湾口幅12カイリ。

「湾」とは湾口（湾の入り口となる部分）の幅に比べ奥行きが十分に深く、湾口に引いた直線を直径とする半円の面積よりも湾入部の水域が広いものとされる（国連海洋法条約10条2項）。これを満たさない湾曲部は単に沿岸となる。
海岸の形状が深く湾入して切り込んでいる湾の場合には、領海基線は通常基線方式ではなく湾口の幅を基準とした直線基線方式によって引くことになる。湾内すべてが沿岸国の国の内水となるためには、その湾の海岸が単一の国にのみ属していて、湾口の幅が24カイリ未満であり、かつ湾口を直径とする半円より湾内の面積が広くなければならない（領海条約第7条）。このような基準をこえる湾であっても、沿岸国が平穏かつ長期的にある水域を内水として扱い、これに対して他国の反対もない場合には、歴史的湾としてその湾内全域が沿岸国の内水として認められる場合もある（領海条約第7条第6項）。

### 港
例えば防波堤のように、領海の限界を画定する上で港湾の不可分の一部をなしている最も外側にある恒久的な港湾工作物は、海岸の一部を構成するものとされ（国連海洋法条約第11条）、その内部にある港は内水とみなされる。沖合にある施設や人工島などはここでいう恒久的な港湾工作物には該当しない。沿岸国は海難事故や遭難といった不可抗力の場合を除いて外国船を港に受け入れる義務を負わない。

### 内海

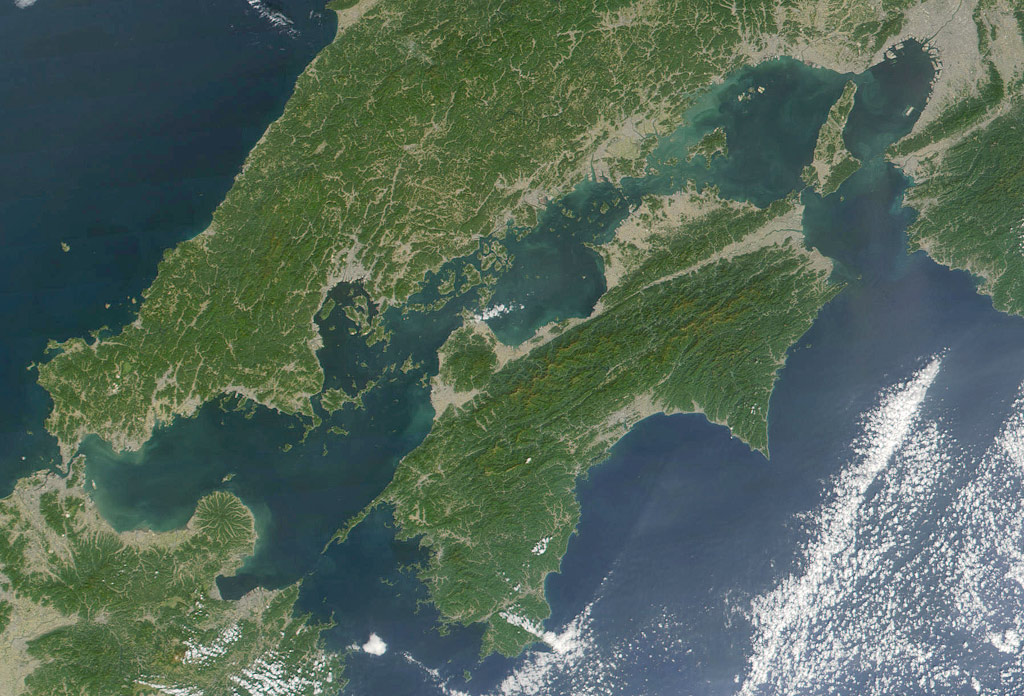
日本の瀬戸内海。

外海へとつながる2つ以上の海峡をもつ閉鎖された海域のことを内海といい、その沿岸が単一の国にのみ属する場合にはその海域を沿岸国が内水とみなすことがある。こうした海域について条約などに明文の規定は存在しないが、例えば日本の瀬戸内海について、テキサダ号事件大阪高裁判決は歴史的湾の法理（#湾参照）を類推して、内海の沿岸国が長期にわたる慣習によってその水域を内水とみなしてきたうえ、他国もそれに対し公式に異議を唱えていない場合には、沿岸国はこれを自国の内水とみなすことができるとした。日本は政令で紀伊日ノ御埼灯台から蒲生田岬灯台まで引いた線を領海基線とするなどしたうえ、領海法第2条第1項において瀬戸内海を日本の内水と明定している。

### 河川
沿岸の領土が単一の国にのみ属する国内河川は内水である。これに対し、沿岸が複数国で構成されるか、または沿岸国が自ら国内河川を外国船の通過航通に開放している場合は、国際河川となる。

### 河口
河川が直接海に流入する場合、「河口を横切りその河川の両岸の低潮線上の点の間に引いた直線」（領海条約第13条、国連海洋法条約第9条）が領海基線となる。河川が三角州に流入する場合については条約等に明文化されていないが、通常は湾における内水の制度が準用される。つまり、河口の両岸が単一の国に属していて、かつ河口の長さが24カイリ未満である場合には、河川の三角口の外縁に直線基線を引いて河川上流側を内水とすることができる。

## 裁判管轄権
内水にある外国船舶への沿岸国による管轄権の行使には一般原則として公平性と濫用の禁止が要求される。
内水に滞在中の外国船舶（軍艦、非商業目的の政府船舶を除く）には沿岸国の裁判管轄権が及ぶ。ただし、船内の秩序維持に留まる事案であり、かつ内水の沿岸（港）などの平穏を侵害しないものについては、依然として船舶旗国の管轄権が及ぶ。もっとも沿岸国の管轄権優越が慣行であり、例えば奴隷が脱走し沿岸国に引き渡された事件では、奴隷的拘束が沿岸国で違法であるため外国船舶を捜査、船長を処罰した事例がある。また船内の秩序維持に留まると言えども殺人など重大な事案についてはやはり沿岸国の管轄権優越とする立場がある。またこの立場は、基本的に内水にあっては沿岸国が管轄権を行使しなかった場合に船舶旗国の管轄権が行使できるとする説にも矛盾しない。
これに対し、内水にある軍艦、非商業目的の政府船舶には沿岸国の裁判管轄権は及ばない。ただし、この法理は、軍艦・政府船舶から沿岸国へと上陸した人員にまで及ぶものではない（その他の属人的治外法権や、別途の国家間の条約や協定は適用されうる）。
これら内水における沿岸国の管轄権の行使は、直線基線の採用により拡張された内水の部分における無害通航権を実質的に害するものであってはならない。これに対し、通常基線より陸側の内水の部分については、群島水域に当たる場合を除き、無害通航権そのものが存在しない。